# Maestro del taco

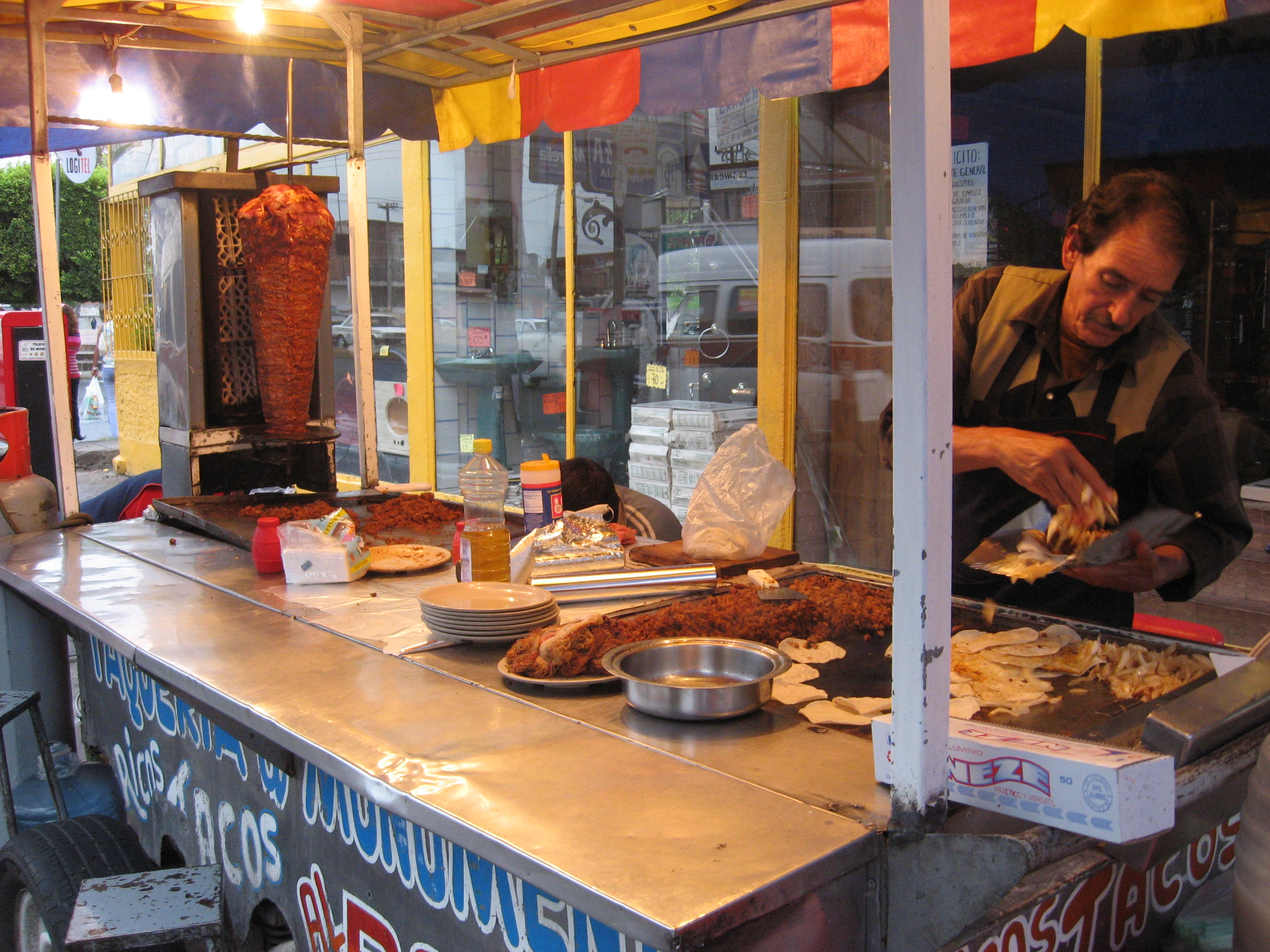
Taco Master está basado en un puesto de tacos callejero, como el que se muestra en la imagen.

Taco Master (En español: «Maestro del taco») es un videojuego creado en 2011 por la empresa mexicana Kaxan Games, parte de Kaxan Media Group para los sistemas operativos iOS (iPod, iPhone e iPad), Android y Symbian, y más recientemente para Windows Phone y Windows 8. A finales de agosto y principios de septiembre de 2011 fue una de las aplicaciones más vendidas en la tienda electrónica App Store de iTunes.

## Jugabilidad
En Taco Master, el jugador toma el control del comal de un tradicional puesto de tacos callejero mexicano, aprendiendo a ser un taquero experto conforme se desarrolla el juego. El objetivo del juego es ir formando tacos con distintos ingredientes, conforme se van recibiendo las órdenes en la parte superior de la pantalla, colocando una tortilla en la parte inferior del puesto, y añadiéndole ingredientes arrastrándolos con el dedo a la tortilla. Se van consiguiendo puntos y dinero conforme se van cumpliendo más órdenes de forma más rápida, con más tacos y con ingredientes más complicados.

## Aspectos del juego

### Ingredientes
Conforme se va avanzando en el juego, se van descubriendo más ingredientes.
- Tortillas: están al centro del «comal», hay que colocarlas en la barra inferior y añadirle ingredientes

Nivel clásico y fiesta mexicana
- Bistec
- Chorizo
- Lengua de res
- Carne al pastor

Nivel taco zombie
- Corazón
- Ojos
- Tripas
- Sesos

Nivel tropical fury
- Salmón
- Pez espada
- Camarón
- Pulpo

### Complementos
Nivel clásico y fiesta mexicana
- Salsa roja
- Salsa verde
- Cebolla y cilantro

Nivel taco zombie
- Salsa azul
- Nopales

Nivel tropical fury
- Ensalada
- Salsa chipotle
- Guacamole

## Desarrollo
El juego fue apoyado por la Secretaría de Economía del Gobierno del Estado de Jalisco, y de los Instituto de Ciencia y Tecnología de Jalisco y de Nayarit.